# María del Refugio García
María del Refugio García Martínez (* 2. April 1889 in Taretan, Michoacán; † 16. Juli 1973) war eine mexikanische Lehrerin, Feministin, Suffragette und Frauenrechtsaktivistin.

## Leben
Als Tochter von Camerino García und Elena Martínez wurde sie im mexikanischen Bundesstaat Michoacán geboren. Der Vater war ein Landarzt. Sie war eine Pionierin der mexikanischen Frauenbewegung; in diesem Zusammenhang gehörte sie zu der Gruppe von Frauen und Intellektuellen, die in Mexiko mehrere Organisationen gründeten, darunter im Oktober 1919 den Consejo Nacional para las Mujeres („Nationaler Frauenrat“) zusammen mit Elena Torres Cuéllar, Evelyn T. Roy, Thoberg Haberman, Juana Belem Gutiérrez de Mendoza und Estela Carrasco.
Außerdem beteiligte sie sich an der Gründung der Frente Único Pro Derechos de la Mujer („Vereinigte Front für die Rechte der Frauen“) am 11. Oktober 1935, wo sie das Generalsekretariat besetzte. Durch diese Organisation setzte sie sich für das Frauenwahlrecht in ihrem Land und für die Aufnahme der Frauen als Bürgerinnen in die Verfassung ein. Im gewerkschaftlichen Bereich gehörte sie auch dem Secretaría de Acción Femenil de la Federación de Sindicatos de Trabajadores al Servicio del Estado (FSTSE) an, zusammen mit Gloria Barrera, Josefina Vicens, Estela Jiménez Esponda und Francisca Zárate.
Im Kampf um das Frauenwahlrecht im Wahljahr 1937 versuchte der militante Teil der Partido Nacional Revolucionario (PNR) bei der Auswahl der Kandidaten eine Erneuerung für den Kongress zu erzwingen. Die Frauensektion der Partei wählte Ana Soledad Orozco García als ihre Kandidatin, die Frau des späteren Präsidenten Manuel Ávila Camacho, und Refugio wurde als Generalsekretärin der Frente Único Pro Derechos de la Mujer ebenfalls am Ende als unabhängige Kandidatin aufgestellt. Der Nationale Exekutivausschuss der PNR hatte sofort erklärt, dass das nicht zur Regel werden sollte, sondern zuerst die Verfassung geändert werden müsste und danach könnten Frauen an der Wahl teilnehmen.
Präsident Lázaro Cárdenas del Río verkündete am 26. August 1937 in Veracruz, dass er „las mujeres en el mismo plano que los hombres. Porque no sería justo que estuviéramos reclamando su presencia en los actos sociales, si no la hemos colocado en un plano de igualdad política.“ („die Frauen auf die gleiche Stufe wie die Männer stellen wolle. Denn es wäre nicht fair, wenn ihre Teilnahme im gesellschaftlichen Geschehen gefordert würde, sie aber nicht auf einer Ebene der politischen Gleichberechtigung gestellt wären“). Als jedoch die Zeit verging und das Gesagte nicht zur Realität wurde, organisierten die Frauen der Frente mit García  an der Spitze einen Hungerstreik vor der Residenz des Präsidenten in Mexiko-Stadt. Am 19. November 1937 präsentierte Cárdenas schließlich die Initiative zur Reform des Artikels 34 der Verfassung, um den Frauen die volle Staatsbürgerschaft zu gewähren. Nach Widerstand gab es zwar ein positives Votum, aber keine Verfassungsänderung. Die erste Wahlbeteiligung von Frauen in Mexiko gab es 1954.
García unterrichtete an der Landwirtschaftsschule La Huerta, wo sie Seminare über den wissenschaftlichen Materialismus und andere radikale Doktrinen gab.
García ist, mindestens in der Geschichtsschreibung über die erste Hälfte des 20. Jahrhunderts, als eine der wirklich populären Frauen in Mexiko in Erinnerung geblieben. Trotz ihrer öffentlichkeitswirksamen Wahlkämpfe und Auftritte in den 1930er Jahren starb sie, wahrscheinlich mittellos, unbemerkt 1973.

## Nachleben
Judy Chicago widmete García eine Inschrift auf den dreieckigen Bodenfliesen des Heritage Floor ihrer 1974 bis 1979 entstandenen Installation The Dinner Party. Die mit dem Namen Maria del Refugio Garcia beschrifteten Porzellanfliesen sind dem Platz mit dem Gedeck für Sacajawea zugeordnet.